# Minnesang

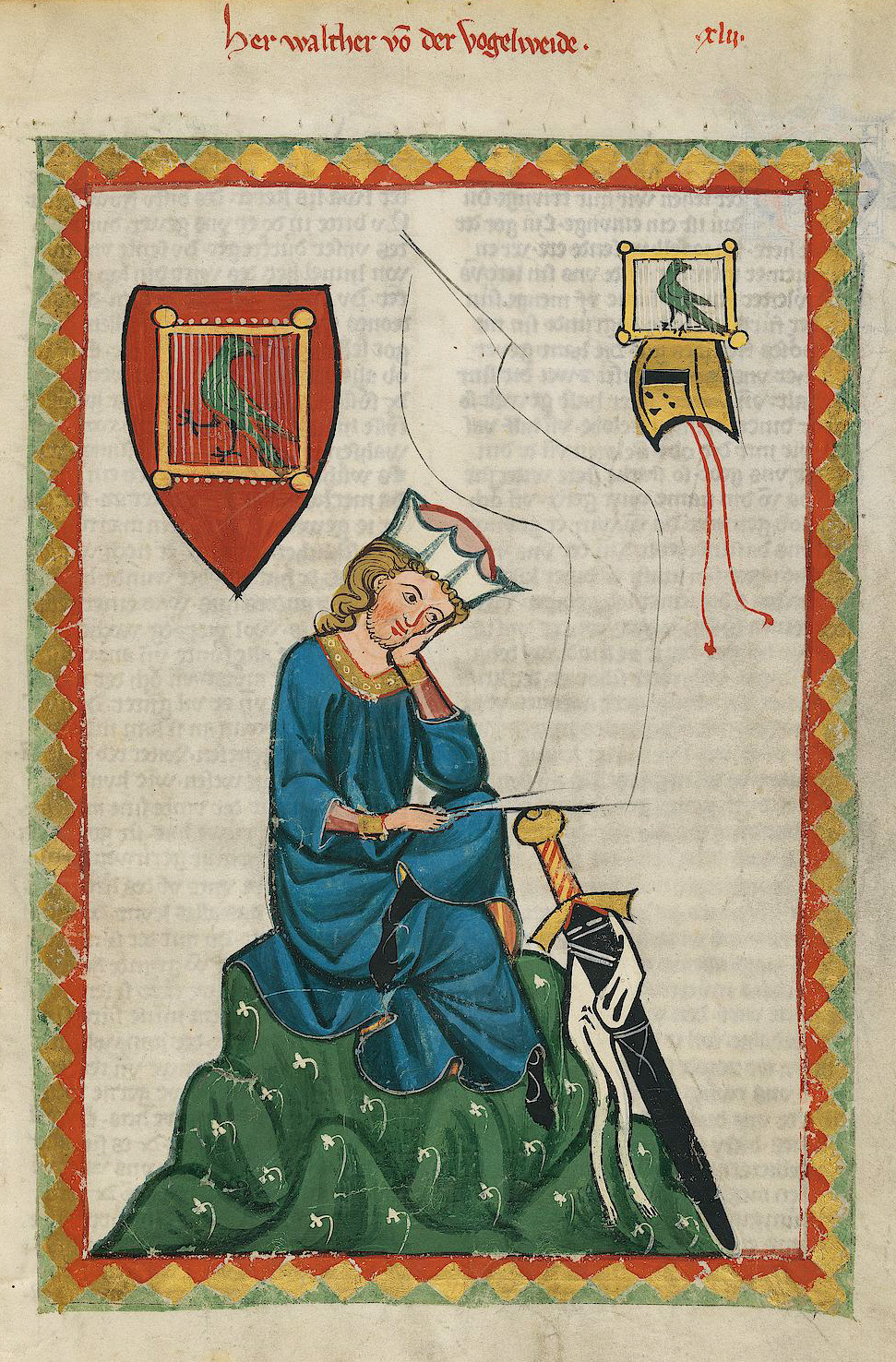
Walther von der Vogelweide (Kodex Manesský, kolem 1300)

Minnesang je německá tradice lyrických resp. milostných básní a písní, která vzkvétala ve 12. století a pokračovala až do 14. století. Představitelé této poezie jsou známí jako Minnesänger – minnesängři. Tento název je odvozen od slova minne, které ve střední horní němčině znamenalo láska. Písně německého minnesangu jsou shromážděny ve velkém sborníku, vzniklém kolem roku 1300 a známém jako Kodex Manesse. Je pojmenován podle curyšského šlechtického rodu Manesse. Za jeho vznikem stáli mecenášové Rüdiger Manesse starší (1252–1304) a jeho syn Johannes. Sborník je v současnosti také nazýván Velký heidelberský sborník, a to podle místa své úschovy, univerzitní knihovně v Heidelbergu.
Ve Francii se středověcí milostní básníci a pěvci nazývali trubadúři (Provence) nebo truvéři (severní Francie). Minnesang v tehdejší němčině pěstoval i český král Václav II.

## VýznamníMinnesängři

### Dunajská lyrika
- Dietmar von Aist
- Kürenberger
- Meinloh von Sevelingen

### Raná dvorská lyrika
- Friedrich von Hausen
- Jindřich VI. Štaufský
- Heinrich von Veldeke nebo Henric van Veldeke

### Klasická minnesängerská poezie
- Albrecht von Johansdorf
- Gottfried von Straßburg
- Hartmann von Aue (1170 -)
- Heinrich von Morungen
- Reinmar von Hagenau (- asi 1210)
- Süßkind von Trimberg
- Walther von der Vogelweide
- Wolfram z Eschenbachu

### Pozdní minnesängerská poezie: 13. století
- Regenbogen
- Friedrich von Sonnenburg
- Gottfried von Neifen
- Heinrich von Meissen (1250/1260 – 1318)
- Hugo von Montfort
- Konrad von Würzburg (1220/1230 – 1287)
- Neidhart von Reuental (1. polovina 13. století)
- Otto von Botenlauben
- Reinmar von Zweter (1200 – po 1247)
- Tannhäuser
- Oldřich z Lichtenštejna (asi 1200 – 1275)
- Walther von Klingen (1240 – 1286)
- Václav II. (1271 – 1305)
- Heinrich von Freiberg (2. polovina 13. století)

### Pozdní minnesängerská poezie: 14. století
- Johannes Hadlaub (konec 13. století – 1340)
- Muskatblüt
- Oswald von Wolkenstein
- Ulrich von Etzenbach

## Ukázky
Následující milostná báseň nemá známého autora. Byla nalezena v latinském kodexu ze 12. století v klášteře Tegernsee.

### Původní znění ve středověké němčině
Dû bist mîn ich bin dîn.
des solt dû gewis sîn.
dû bist beslozzen
in mînem herzen.
verlorn ist das sluzzelîn.
dû muost immêr darinne sîn!

### Moderní němčina
Du bist mein, ich bin dein,
dessen sollst du gewiss sein.
Du bist verschlossen
in meinem Herzen,
Verloren ist das Schlüsselein-
du musst immer darin sein.

### Český překlad
Ty jsi má, tvůj jsem já,
tím máš být si jistá.
V srdci zamčenou
tě mám, lásku svou.
Ztratil se mi klíč,
už nemůžeš pryč!

### Verše českého krále Václava II.
(úryvek z novodobého překladu Petra Kopty)
To dobrodružství mé, z něhož mi vzešla přízeň,

přineslo přesladkou mi lásku na dosah.

Štěstím se zachvívám, sotva si připomenu,

jak hojnou dobylo mé úsilí mi sklizeň:

paní tak úchvatnou jsem nespatřil ni v snách,

smím věru pyšný být na překrásnou tu ženu.

A přece nemusí se o bezpečí třást:

s radostí dala mi i převelikou strast,

již se mé srdce dalo zmást

a chytlo se v krutou past.

„Najdi si milenku!“ má duše říkala mi.

Ó blaze, blaze mi, že poslech jsem ten hlas!

Nejprve potěchou mých očí jenom byla,

že však je krásnější nad všechny drahokamy,

z očí mi do srdce pronikla v krátký čas.

Co ale úsilí mě stála moje milá!

Srdce i smysly své jsem do služeb jí dal,

i všechny city své, naděje, radost, žal,

za to jsem z jejích rukou vzal

štěstí – a přece trpím dál.

Jak rudá růžička, jež z poupěte se dere,

polibky od slunce, včel chtějíc získati,

rty sladké jako med nabídla dychtivě mi.

Věřte, že nebylo a není štěstí, které

by mohlo zmámit mě mocnější závratí,

nad onu důvěru, před níž jsem zůstal němý…

Jak když tím polibkem mi smysly omámí:

zaplavil závratný je pocit neznámý.

z bolesti radost vzešla mi –

já smál se mezi slzami! 

### Ulrich von Etzenbach - ukázka „vlasteneckých“ veršů
Však od lva pryč jsem nechtěl jít

a podnes u něho chci být,

mě porodila jeho zem.

Jej po Bohu pánem zvolil jsem.